# Love Sculpture
Love Sculpture var ett walesiskt bluesband, bildat som The Human Beans 1967 av gitarristen Dave Edmunds, basisten John David (född John David Williams) och trummisen Rob "Congo" Jones (född Robert Jones).
1968 gav bandet ut sin debut-LP Blues Helping. 1969 kom bandets andra och sista album Forms and Feelings, vilket innehöll bandets största hit "Sabre Dance" som var en psykedelisk rockversion på Aram Chatjaturjans klassiska balettstycke.
Bandet splittrades 1970, och Dave Edmunds gjorde solokarriär.

## Diskografi
Album
- Blues Helping (1968)
- Forms and Feelings (1970)

Singlar
- "River to Another Day" / "Brand New Woman" (1968)
- "Sabre Dance" / "Think of Love" (1968) (#5 på UK Singles Chart)